# NGC 291
NGC 291 je galaksija u zviježđu Kit.

## Vanjske poveznice
- SEDS: NGC 291